# Ferrari F2001
Chronologie des modèles (2001 - 2002)
Ferrari F1-2000 Ferrari F2002
La Ferrari F2001 est la monoplace de Formule 1 engagée par la Scuderia Ferrari dans le cadre du championnat du monde 2001. Elle permet à Michael Schumacher et à Ferrari de conserver les titres pilotes et constructeurs et à Rubens Barrichello de se classer troisième. Le pilote allemand et son coéquipier brésilien effectuent leurs sixième et deuxième années au sein de l'écurie dirigée par Jean Todt. La F2001 est également alignée lors des trois premiers Grands Prix de la saison 2002.

## Conception de la monoplace
Conçue sous le commandement du chef-designer Rory Byrne et du directeur technique Ross Brawn, la F2001 succède à la Ferrari F1-2000, première monoplace du constructeur amenant un pilote au titre mondial depuis 1979. Elle lance la lignée des Ferrari à nez bas qui s'étend jusqu'à la F2008. Ce concept se révèle victorieux durant la période 2001-2004, puis en 2007 et 2008. La F2001 reste proche de sa devancière et répond au nouveau règlement, avec notamment un aileron avant rehaussé de 5 cm (hors partie centrale). Pesant 100 kg, le nouveau moteur Tipo 50 est plus léger que le Tipo 49 de la F1-2000, et peut développer 825 chevaux à un régime de 17 300 tr/min. Avec le même poids minimum réglementaire par rapport à la saison précédente, cela permet de placer plus de lest afin d'optimiser le comportement de la voiture, en ajustant son centre de gravité selon le type de circuit.

## Historique
La F2001, engagée dès la première manche du championnat au Grand Prix d'Australie, permet à Schumacher de poursuivre une domination entamée en fin de saison précédente en réalisant un chelem, tandis que Barrichello finit troisième,,.
Deux semaines plus tard, les pilotes Ferrari réalisent un doublé, sous la pluie du Grand Prix de Malaisie où Schumacher s'élance une nouvelle fois depuis la pole position,.
Auteur d'une troisième pole position successive à Interlagos, Schumacher est doublé par Juan Pablo Montoya au deuxième tour, peu après la rentrée dans les stands de la voiture de sécurité, en piste à la suite de l'immobilisation sur la grille de départ de Mika Häkkinen trahi par son embrayage,. Le pilote allemand termine deuxième d'une course où Barrichello abandonne dès le deuxième tour après avoir heurté la BMW Williams de Ralf Schumacher,.
À Imola, David Coulthard interrompt la série de sept pole positions consécutives de Michael Schumacher, commencée à Monza la saison précédente. Le dimanche, Schumacher abandonne après vingt-quatre tours à cause d'un problème de roue tandis que Barrichello se classe troisième, derrière Coulthard et Ralf Schumacher, leader de bout en bout, qui décroche sa première victoire,.
Le retour officiel de l'antipatinage, interdit depuis 1994, marque le Grand Prix d'Espagne. Face aux rumeurs concernant son utilisation par plusieurs équipes, la FIA décide de l'autoriser. Pendant le week-end, Schumacher réalise son second chelem de la saison, en reprenant quarante secondes dans la dernière boucle de l'épreuve à Hakkinen victime d'une casse d'embrayage,,,. Longtemps troisième, Barrichello abandonne au quarante-neuvième tour, en raison d'une suspension cassée.
Lors de la sixième manche, Schumacher réalise une nouvelle pole position sur le A1 Ring. Troisième à l'issue du premier tour, il sort de la piste au quinzième passage, gêné par un freinage tardif de Montoya,. Reparti sixième, le pilote allemand remonte à la troisième place. Jean Todt, directeur de l'écurie, donne alors l'ordre à Barrichello, deuxième, de se laisser dépasser dans le dernier tour afin que Schumacher marque six points (plutôt que quatre) dans l'optique du titre,.
Arrivé à Monaco avec quatre points d'avance au championnat, Schumacher est devancé par Coulthard, son dauphin, en qualifications. Ayant calé sur la grille de départ au début du tour de formation, le pilote de McLaren s'élance depuis la dernière ligne, laissant la piste libre à son rival allemand qui mène pendant soixante-treize des soixante-dix-huit tours et remporte l'épreuve,,. La deuxième place de Barrichello permet à Ferrari de réaliser un nouveau doublé et renforcer son avance sur McLaren au classement des constructeurs,.
Parti de la première position à Montréal, Michael Schumacher, en tête quarante-cinq tours durant, est doublé par son frère Ralf, vainqueur du Grand Prix, et finit deuxième,. Barrichello, après un premier tête-à-queue, sort de la piste pour éviter Montoya sur la trajectoire, puis abandonne, voiture détruite.

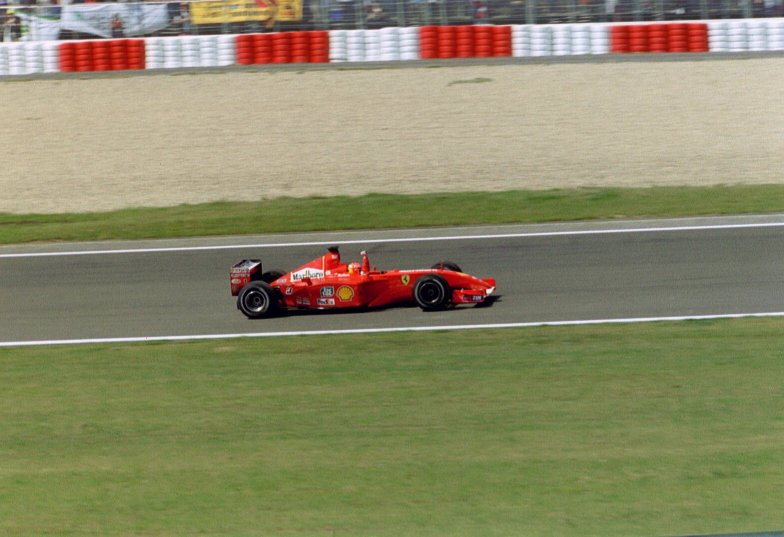
Michael Schumacher sur le Nürburgring après sa victoire au Grand Prix d'Europe

Schumacher est de nouveau dominateur sur le Nürburgring, quinze jours plus tard. Il réalise sa quatrième pole position de la saison et remporte la course en ayant abandonné les rênes un seul tour, après un ravitaillement,,. Avec la cinquième place de Barrichello, l'écurie italienne repousse McLaren à quarante-et-un points. À l'issue de cette étape, Ferrari célèbre sa cent quarantième victoire en tant que constructeur et motoriste.
Vainqueur du Grand Prix de France devant son frère Ralf, Michael Schumacher porte à cinquante son nombre de victoires dans la discipline,. Barrichello complète le podium. Lors de la manche suivante, à Silverstone, Schumacher réalise sa quarantième pole position,. En course, Schumacher et son coéquipier brésilien se classent deuxième et troisième, derrière Häkkinen dont la McLaren MP4-16 se montre plus performante sur ce tracé.
La manche d'Hockenheim, six cent cinquantième Grand Prix de Ferrari, voit Barrichello terminer deuxième,. Violemment percuté par Luciano Burti lors du premier départ alors qu'il est au ralenti, Schumacher ne profite pas de son mulet et renonce pour un problème de pression d'essence au vingt-troisième tour,.
Le troisième doublé de ses pilotes, réalisé au Grand Prix de Hongrie, offre à la Scuderia Ferrari un troisième titre des constructeurs consécutif alors qu'il reste quatre manches à disputer,. Barrichello se classe deuxième, surtout grâce à son bon départ depuis la troisième place. Après avoir obtenu la pole position, Michael Schumacher, vainqueur, est sacré champion du monde pour la deuxième fois consécutive,. Cette cinquante-et-unième victoire lui permet d'égaler le record détenu par Alain Prost depuis le Grand Prix d'Allemagne 1993.
Schumacher devient le seul détenteur du record de victoires dès le Grand Prix de Belgique. Qualifié troisième, le désormais quadruple champion du monde dépasse son frère aux Combes dès le début du premier tour et prend la tête de la course pour ne plus la quitter,,,. Il réussit également son troisième meilleur tour de l'année au septième passage.
Après les attentats du 11 septembre 2001, la Scuderia Ferrari engage à Monza des F2001 à la carrosserie vierge de sponsor et munies d'un nez repeint en noir pour rendre hommage aux victimes. Pénalisé par un ravitaillement raté qui lui coûte seize secondes alors qu'il mène, Barrichello se classe finalement deuxième,. Schumacher termine quatrième : hormis ses deux abandons, c'est la seule fois de la saison où il ne monte pas sur le podium.

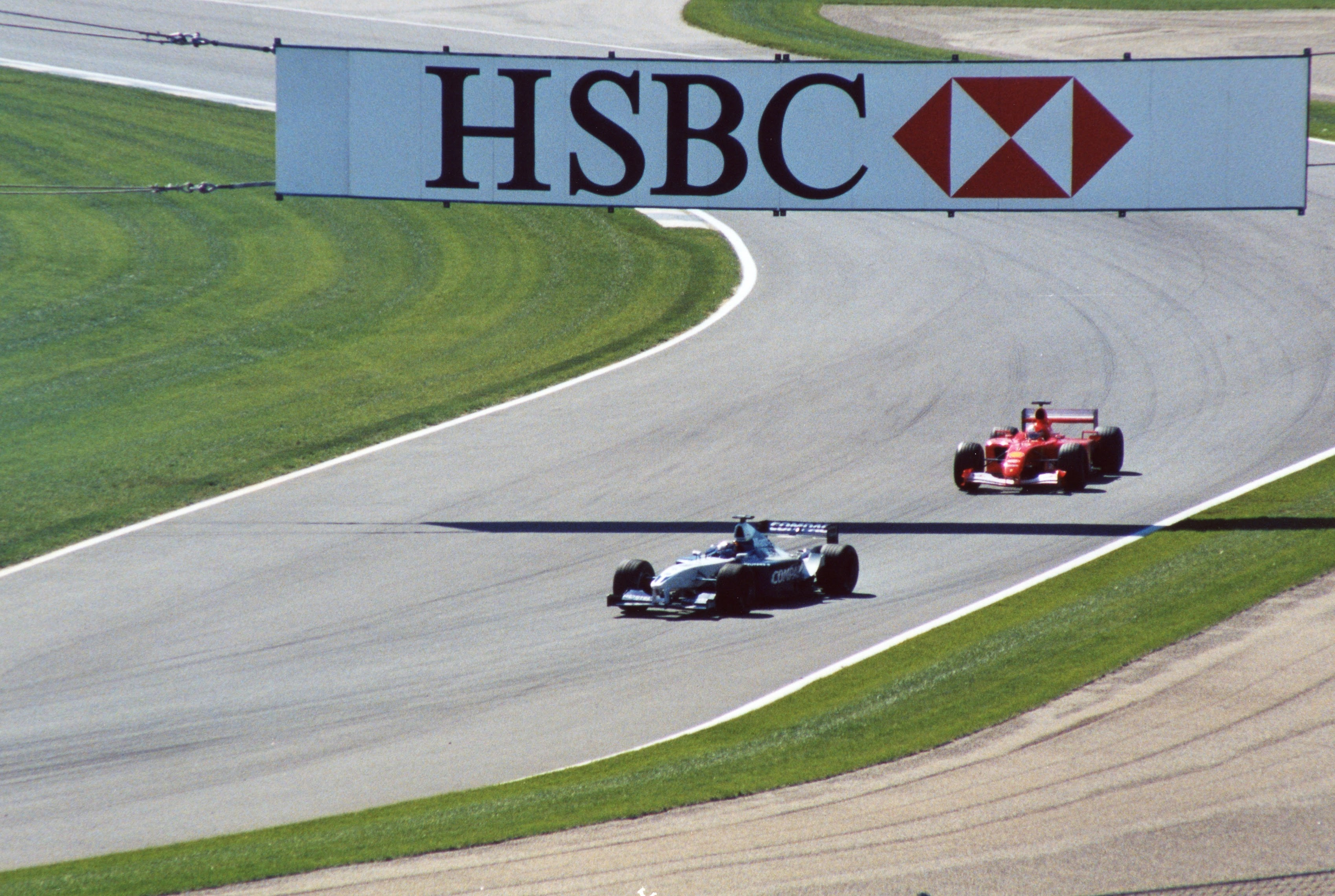
Schumacher en passe de prendre le dessus sur Montoya lors du Grand Prix des États-Unis 2001 disputé à Indianapolis

L'avant-dernière manche se déroule à Indianapolis où Schumacher réalise la pole position. Le lendemain, il termine deuxième de la course en profitant d'une panne moteur qui touche Barrichello, classé malgré deux derniers tours non bouclés,. Principal rival de Schumacher depuis 1998, Häkkinen, qui effectue sa dernière saison, remporte son vingtième et dernier Grand Prix dans la discipline.
À Suzuka, Schumacher, auteur d'une onzième pole position depuis le début du championnat, est vainqueur de la dernière course de l'année,. Malgré deux premiers tours qui le voient gagner deux places, Barrichello, comme à Monza, est handicapé par un ravitaillement trop long et termine quatrième,.
En 2001, la Scuderia Ferrari, avec 179 points, obtient son onzième titre des constructeurs. La F2001 se montre fiable, ses pilotes subissant seulement quatre abandons pour problèmes mécaniques en trente-quatre engagements. Michael Schumacher, avec 123 points, remporte son quatrième championnat du monde des pilotes et Rubens Barrichello, avec 56 points, termine troisième,.
La F2002 encore en développement, la Scuderia Ferrari commence la saison 2002 avec une version légèrement modifiée de la F2001. Ses pilotes occupent la première ligne sur la grille de départ du Grand Prix d'Australie qui ouvre le championnat. Auteur de la pole position, Barrichello abandonne peu après l'extinction des feux, accroché par Ralf Schumacher qui provoque un carambolage impliquant six autres pilotes,. Épargné par cet accident mais désormais quatrième, Michael Schumacher, dès le retrait de la voiture de sécurité, remonte pour prendre la tête définitivement au dix-septième tour. Cette cinquante-quatrième victoire du pilote allemand est aussi la dernière de la F2001.
Toujours performante lors du deuxième Grand Prix, en Malaisie, la monoplace italienne permet à Schumacher et à Barrichello de se qualifier premier et troisième. C'est la cent cinquantième pole position réussie dans la discipline par la Scuderia Ferrari. Accrochant la roue avant droite de Montoya lors du premier virage, le pilote allemand est contraint de passer par les stands pour changer nez et aileron avant. Reparti vingt-et-unième, il effectue une remontée pour finir sur la troisième marche du podium. Longtemps en tête, Barrichello est trahi par son moteur au trente-neuvième passage.
La F2001 est engagée pour la dernière fois à l'occasion du Grand Prix du Brésil 2002, où seul Rubens Barrichello en dispose, tandis que Michael Schumacher se voit confier la nouvelle F2002. Qualifié huitième, le pilote brésilien renonce au seizième tour pour un problème d'hydraulique peu après avoir pris la tête de l'épreuve,,.
En vingt courses et trente-neuf engagements, la Ferrari F2001 permet à ses pilotes d'accumuler dix victoires, douze pole positions et trois meilleurs tours en course. Performante, cette monoplace fait preuve également de fiabilité, avec seulement six abandons provoqués par des ennuis mécaniques. Malgré sa ressemblance, la F2002 qui lui succède est une monoplace complètement repensée, à l'aérodynamique affinée, disposant d'un châssis allégé et d'un nouveau moteur, le Tipo 51, plus puissant.

## Résultats en championnat du monde de Formule 1
| Saison | Écurie                    | Moteur               | Pneus       | Pilotes            | Courses | Courses | Courses | Courses | Courses | Courses | Courses | Courses | Courses | Courses | Courses | Courses | Courses | Courses | Courses | Courses | Courses | Points inscrits | Classement |
| Saison | Écurie                    | Moteur               | Pneus       | Pilotes            | 1       | 2       | 3       | 4       | 5       | 6       | 7       | 8       | 9       | 10      | 11      | 12      | 13      | 14      | 15      | 16      | 17      | Points inscrits | Classement |
| ------ | ------------------------- | -------------------- | ----------- | ------------------ | ------- | ------- | ------- | ------- | ------- | ------- | ------- | ------- | ------- | ------- | ------- | ------- | ------- | ------- | ------- | ------- | ------- | --------------- | ---------- |
| 2001   | Scuderia Ferrari Marlboro | Ferrari Tipo 050 V10 | Bridgestone |                    | AUS     | MAL     | BRÉ     | SMR     | ESP     | AUT     | MON     | CAN     | EUR     | FRA     | GBR     | ALL     | HON     | BEL     | ITA     | USA     | JAP     | 179             | Champion   |
| 2001   | Scuderia Ferrari Marlboro | Ferrari Tipo 050 V10 | Bridgestone | Michael Schumacher | 1er     | 1er     | 2e      | Abd     | 1er     | 2e      | 1er     | 2e      | 1er     | 1er     | 2e      | Abd     | 1er     | 1er     | 4e      | 2e      | 1er     | 179             | Champion   |
| 2001   | Scuderia Ferrari Marlboro | Ferrari Tipo 050 V10 | Bridgestone | Rubens Barrichello | 3e      | 2e      | Abd     | 3e      | Abd     | 3e      | 2e      | Abd     | 5e      | 3e      | 3e      | 2e      | 2e      | 5e      | 2e      | 15e     | 5e      | 179             | Champion   |
| 2002   | Scuderia Ferrari Marlboro | Ferrari Tipo 050 V10 | Bridgestone |                    | AUS     | MAL     | BRÉ     | SMR     | ESP     | AUT     | MON     | CAN     | EUR     | GBR     | FRA     | ALL     | HON     | BEL     | ITA     | USA     | JAP     | 221*            | Champion   |
| 2002   | Scuderia Ferrari Marlboro | Ferrari Tipo 050 V10 | Bridgestone | Michael Schumacher | 1er     | 3e      |         |         |         |         |         |         |         |         |         |         |         |         |         |         |         | 221*            | Champion   |
| 2002   | Scuderia Ferrari Marlboro | Ferrari Tipo 050 V10 | Bridgestone | Rubens Barrichello | Abd     | Abd     | Abd     |         |         |         |         |         |         |         |         |         |         |         |         |         |         | 221*            | Champion   |

Légende : ici 
- * 207 points marqués avec la Ferrari F2002